# Shining on You
Shining on You  med undertiteln ”Viktoria Tolstoy sings the music of Esbjörn Svensson” är ett album av den svenska jazzsångerskan Viktoria Tolstoy utgivet 2004.

## Låtlista
1. Upside Out (Esbjörn Svensson/Per Holknekt) – 3:58
2. Shining on You (Esbjörn Svensson/Emrik Larsson) – 4:06
3. Summer Calling (Esbjörn Svensson/Per Holknekt) – 5:30
4. Love is Real (Esbjörn Svensson/Josh Haden) – 5:11
5. Equilibium (Esbjörn Svensson/Lina Nyberg) – 5:54
6. Wake Up Song (Esbjörn Svensson/Per Holknekt) – 3:12
7. No Regrets (Esbjörn Svensson/Lina Nyberg) – 4:30
8. Waltz for the Lonely Ones (Esbjörn Svensson/Lina Nyberg) – 4:08
9. Some Day (Esbjörn Svensson/Per Holknekt) – 2:30
10. Wonder Why (Esbjörn Svensson/Per Holknekt) – 4:14
11. Things That Happen (Esbjörn Svensson/Lina Nyberg) – 3:54
12. Foreverly (Esbjörn Svensson/Per Holknekt) – 4:44

## Medverkande
- Viktoria Tolstoy – sång
- Nils Landgren – trombon, kör
- Toots Thielemans – munspel (spår 7)
- Bror Falk – piano
- Daniel Karlsson – piano
- Lars Danielsson–- bas, cello
- Christian Spering – bas
- Dan Berglund – bas
- Wolfgang Haffner – trummor
- Jonas Holgersson – trummor
- Magnus Öström – trummor
- Stockholm Session Strings – stråkar

## Listplaceringar
| Lista (2004) | Topplacering |
| ------------ | ------------ |
| Sverige      | 26           |
| Frankrike    | 193          |